# Pandanus basilocularis
Pandanus basilocularis är en enhjärtbladig växtart som beskrevs av Ugolino Martelli. Pandanus basilocularis ingår i släktet Pandanus och familjen Pandanaceae. Inga underarter finns listade.